# Nnamdi Oduamadi
Nnamdi Chidiebere Oduamadi (ur. 17 października 1990 w Lagos) – nigeryjski piłkarz występujący na pozycji pomocnika.

## Kariera klubowa
Nnamdi Oduamadi jest wychowankiem znajdującej się w Nigerii szkółki piłkarskiej Pepsi Football Academy. W 2009 trafił do juniorów A.C. Milan. Rok później w zespole Primavery wywalczył z kolegami Młodzieżowy Puchar Włoch. 18 września 2010 Odu zadebiutował w pierwszej drużynie Milanu, pojawiając się na boisku w końcówce zremisowanego 1:1 meczu Serie A z Catanią. Zastąpił strzelca jedynej bramki dla swojej drużyny Filippo Inzaghiego. Drużyna Milanu sezon 2010/2011 zakończyła na pierwszym miejscu w tabeli, odbierając tym samym tytuł mistrza Włoch lokalnemu rywalowi Interowi Mediolan.

## Sukcesy

### AC Milan
- Zwycięstwo
  - Serie A: 2010/2011

### Primavera AC Milan
- Zwycięstwo
  - Młodzieżowy Puchar Włoch w piłce nożnej: 2010